# Präfektur Agou
Die Präfektur Agou ist eine Präfektur in Togo mit 85.793 Einwohnern (Stand: 2022). Sie liegt in der Region Plateaux und grenzt im Nordwesten an die Präfektur Kloto, im Norden an die Präfektur Kpélé und im Osten an die Präfektur Haho in der Region Plateaux, im Südosten an die Präfektur Zio und im Süden an die Präfektur Avé in der Region Maritime sowie im Westen an Ghana. Verwaltungssitz ist Agou-Gadjepe. Mit dem Mont Agou liegt der höchste Punkt Togos in der Präfektur.
Die Präfektur Agou entstand in den 1990er Jahren durch eine Abspaltung von der Präfektur Kloto. Sie ist in zwei Kommunen mit insgesamt 14 Kantonen unterteilt:
- Agou 1 mit den Kantonen Agou-Akplolo, Agou-Atigbé, Abou-Iboè, Agou-Kébo, Agou-Nyogbo-Nord (Agbétiko), Agou-Nyogbo-Sud (Dzidjole), Agou-Tavié, Assahoun-Fiagbé, Gadja, Kati und Klonou.
- Agou 2 mit den Kantonen Agotimé-Nord, Agotimé-Sud und Amoussoukopé.